# Tulumba

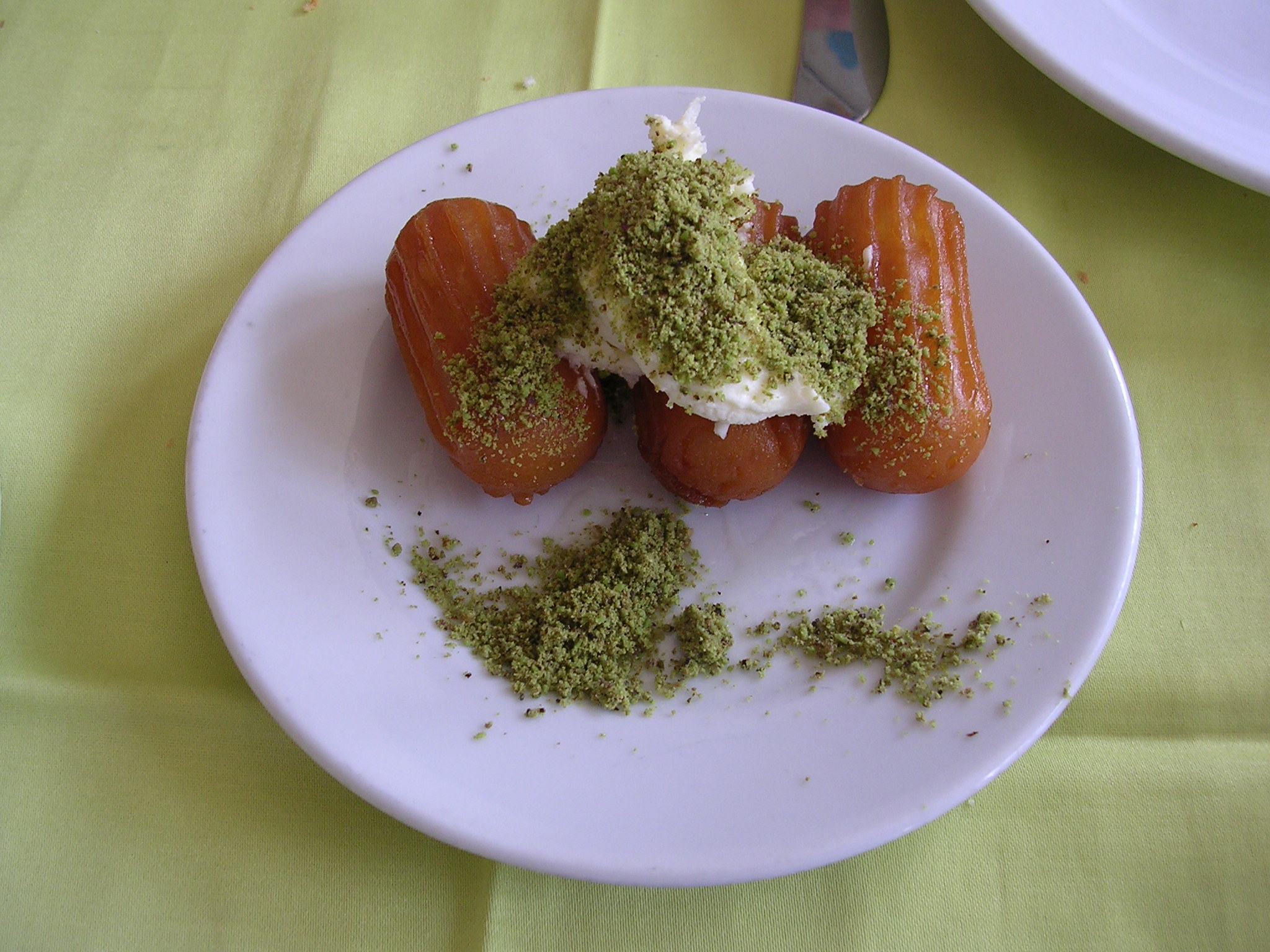
Tulumba s kajmakem a pistáciemi z Istanbulu

Tulumba (turecky tulumba, řecky τουλούμπα, bulharsky тулумба) je dezert v turecké, řecké, albánské, severomakedonské a bulharské kuchyni skládající se ze smaženého těsta namočeného v sirupu.
Je vyrobena z kusu těsta o délce zhruba 10 cm, které neobsahuje droždí. Připravuje se dle speciální šablony nebo zvláštního nástavce na sáček, čímž se dosahuje jejího hvězdicového tvaru. Nejprve se dozlatova frituje (či smaží zcela ponořena) a pak se ještě zahorka polije sladkým cukrovým sirupem. Podává se vychladlá. Tento dezert se konzumuje na Balkáně a v turecké Anatolii.